# Кобаяси, Сёсити
Сёсити Кобаяси (в русских переводах его книг — Шосичи Кобаяси, яп. 小林 昭七 Кобаяси Сёːсити, 4 января 1932, Кофу — 29 августа 2012, Беркли (Калифорния)) — американский математик японского происхождения. Труды в области геометрии многообразий, групп преобразований геометрических структур, алгебр Ли. Его совместная с К. Номидзу двухтомная монография «Основы дифференциальной геометрии» (1963—1969) получила широкую международную известность и переведена на многие языки.
Член Американского, Японского, Французского и Швейцарского математических обществ. В 1970 году он был приглашенным докладчиком на Международном конгрессе математиков в Ницце. Лауреат премии по геометрии от Японского математического общества (1987). Его имя носят метрика Кобаяси и соответствие Кобаяси — Хитчина.

## Биография
Кобаяcи окончил Токийский университет в 1953 году. Далее он уехал в США и в 1956 году получил степень доктора философии в Вашингтонском университете, научным руководителем был Карл Б. Аллендорфер, а диссертация называлась «Теория связностей».
После защиты Кобаяси продолжил обучение, проведя два года в принстонском Институте перспективных исследований и ещё два года в Массачусетском технологическом институте. В 1962 году он был принят в Калифорнийский университет в Беркли в качестве доцента, в 1966 году получил звание профессора.
С 1978 по 1981 год и в осеннем семестре 1992 года Кобаяcи был руководителем математического факультета университета Беркли. В 1994 году он досрочно вышел на пенсию.

## Основные труды
- Foundations of differential geometry (1963, 1969), coauthor with Katsumi Nomizu, Interscience Publishers.
  - Переиздание: 1996, John Wiley & Sons, Inc.
- Hyperbolic Manifolds And Holomorphic Mappings: An Introduction (1970/2005)，World Scientific Publishing Company[6]
- Transformation Groups in Differential Geometry (1972), Springer-Verlag, ISBN 0-387-05848-6
- 曲線と曲面の微分幾何 (1982), 裳華房
- Complex Differential Geometry (1983), Birkhauser
- Differential Geometry of Complex Vector Bundles (1987), Princeton University Press[7]
- 接続の微分幾何とゲージ理論 (1989), 裳華房
- ユークリッド幾何から現代幾何へ (1990), 日本評論社
- Hyperbolic Complex Space (1998)，Springer
- 複素幾何 (2005), 岩波書店
- Mathematicians who lost their faces. Essays on mathematics in idleness, Tokio: Iwanami Shoten 2013[8]

### Русские переводы
- Кобаяси Ш., Номидзу К. Основы дифференциальной геометрии: В двух томах. М.: Наука, 1981. 344+415 с.
  - Переиздание: Новокузнецкий физико-математический институт, 1999. Серия: Шедевры мировой физико-математической литературы. ISBN 5-80323-180-0, 5-80323-179-7.
- Кобаяси Ш. Группы преобразований в дифференциальной геометрии. М.: Наука, 1986. 224 с.